# Морнінгтон-Кресент (станція метро)
51°32′03″ пн. ш. 0°08′20″ зх. д. / 51.534304° пн. ш. 0.138862° зх. д.
Морнінгтон-Кресент (англ. Mornington Crescent) — станція Лондонського метро, розташована на відгалуженні Чарінг-кросс Північної лінії, між станціями Камден-таун та Юстон у 2-й тарифній зоні. Пасажирообіг на 2017 рік — 5.08 млн осіб.
22 червня 1907 — відкриття станції у складі Charing Cross, Euston & Hampstead Railway (тепер відгалуження Чарінг-кросс Північної лінії)

## Пересадки
- На автобуси оператора London Buses 24, 27, 29, 46, 88, 134, 168, 214, 253, 274, C2 та нічні маршрути N5, N20, N28, N29, N31, N253, N279.